# 坎特伯雷市 (新南威爾斯州)
坎特伯雷市（英語：City of Canterbury），升格前為自治市，是澳大利亞雪梨大都會內西南部的一個地方政府。坎特伯雷市內以輕工業和平房住宅區為特色，逾130個民族居住於此，絕大多數出生於海外，遂自稱「多元文化城市」（the City of Cultural Diversity）。
2016年5月12日，坎特伯雷市與賓士鎮市合併成「坎特伯雷－賓士鎮議會」。

## 地理特色
坎特伯雷市儘管屬康伯蘭平原之內，但市轄境中仍有些許小丘，地質含砂岩。
坎特伯雷與鄰市以3條河溪為西南北邊界，分別是Salt Pan溪、Wolli溪、Cooks河；另有一條河溪－Cup and Saucer溪川流過市區。

## 議會
坎特伯雷市議會有議席9座，全市分3選區，各區選出議員3名代表市民和納稅人問政；市長為直選。

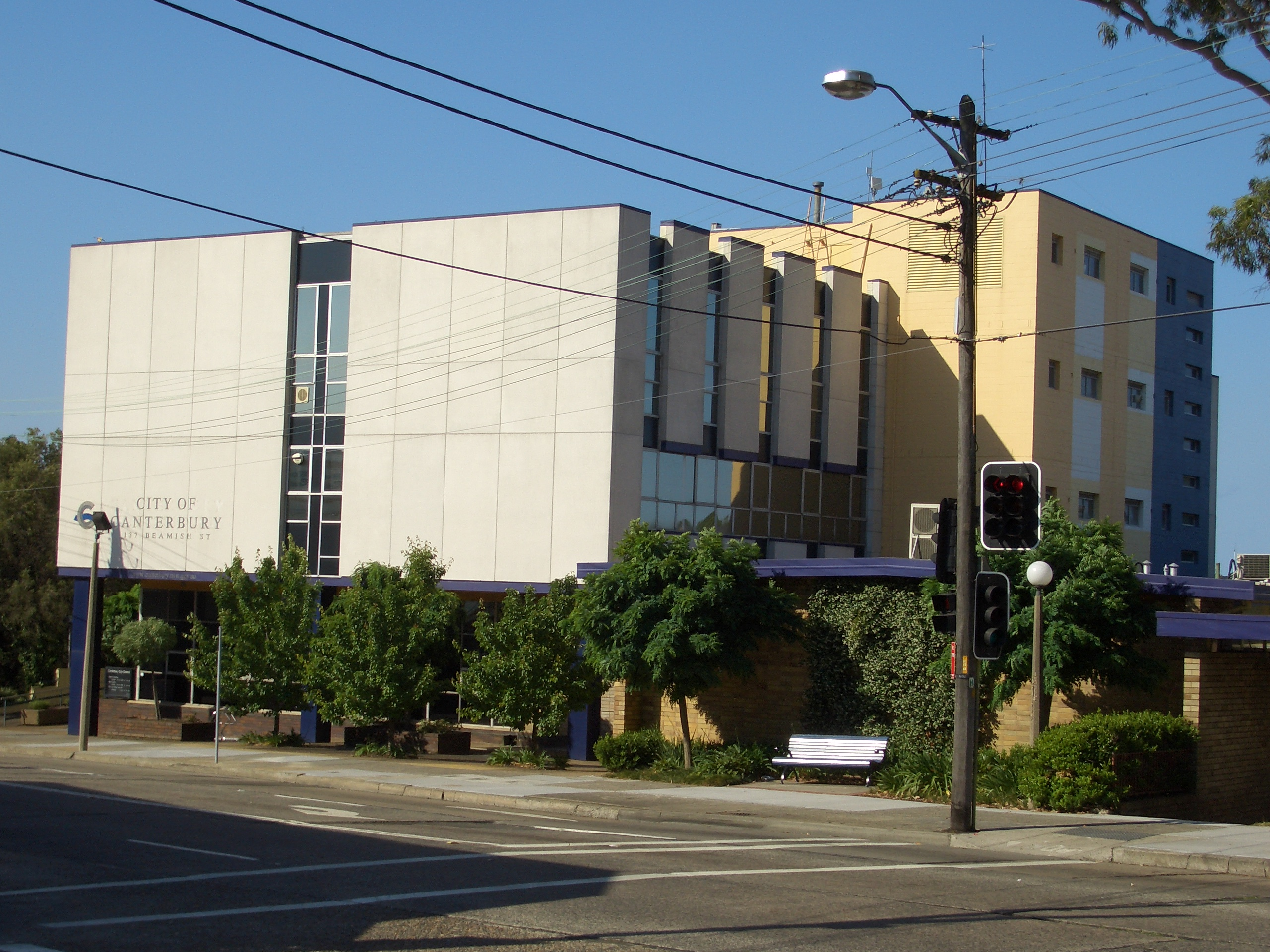
坎特伯雷市政廳

## 市內聞人
生於本市的名人有：
- 約翰·霍華德：前任澳大利亞總理
- 阿利克斯·迪米崔德斯：演員
- Anthony Mundine與Tony Mundine：拳擊手

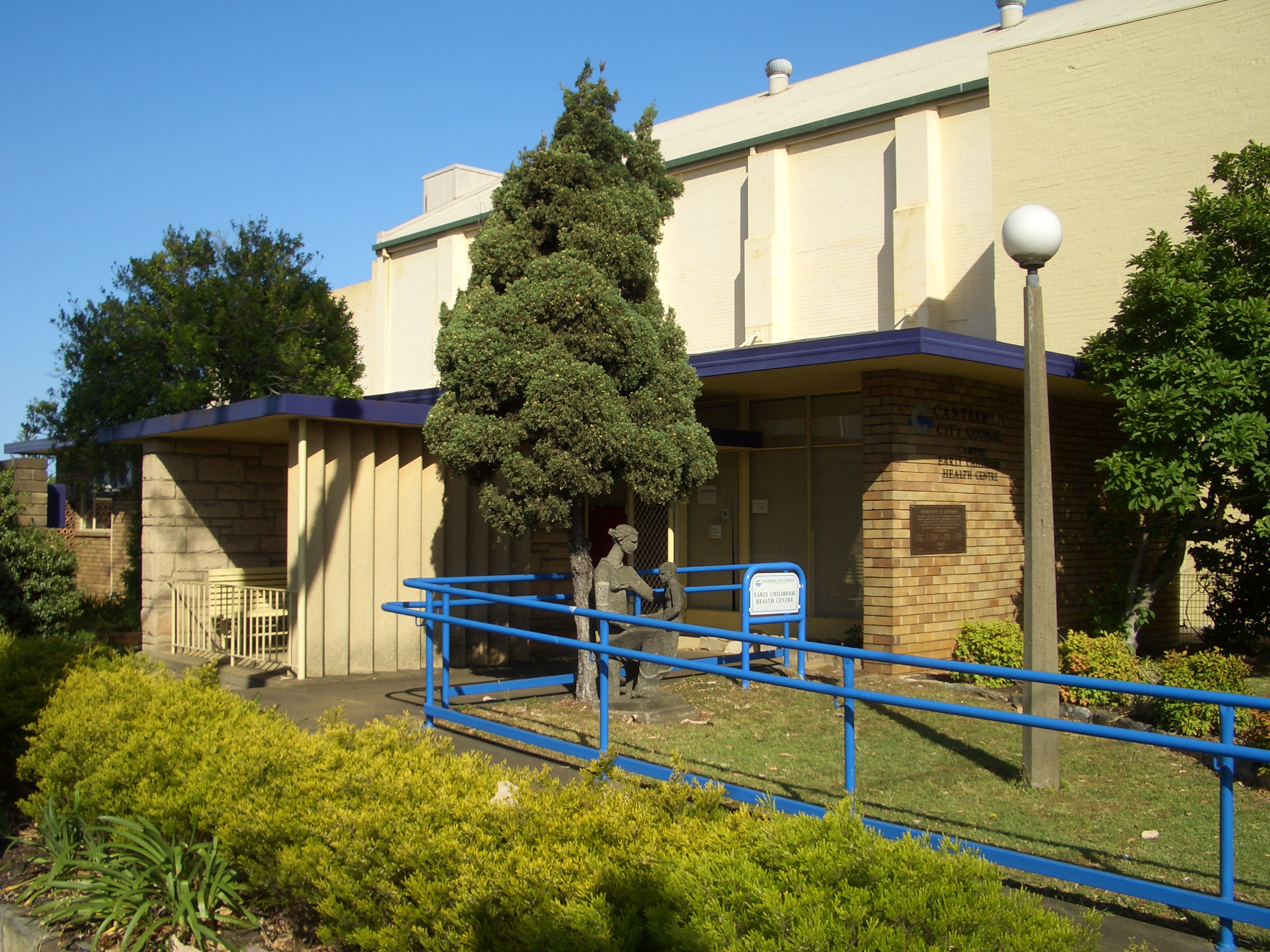
金匙幼兒中心（Campsie Early Childhood Centre）

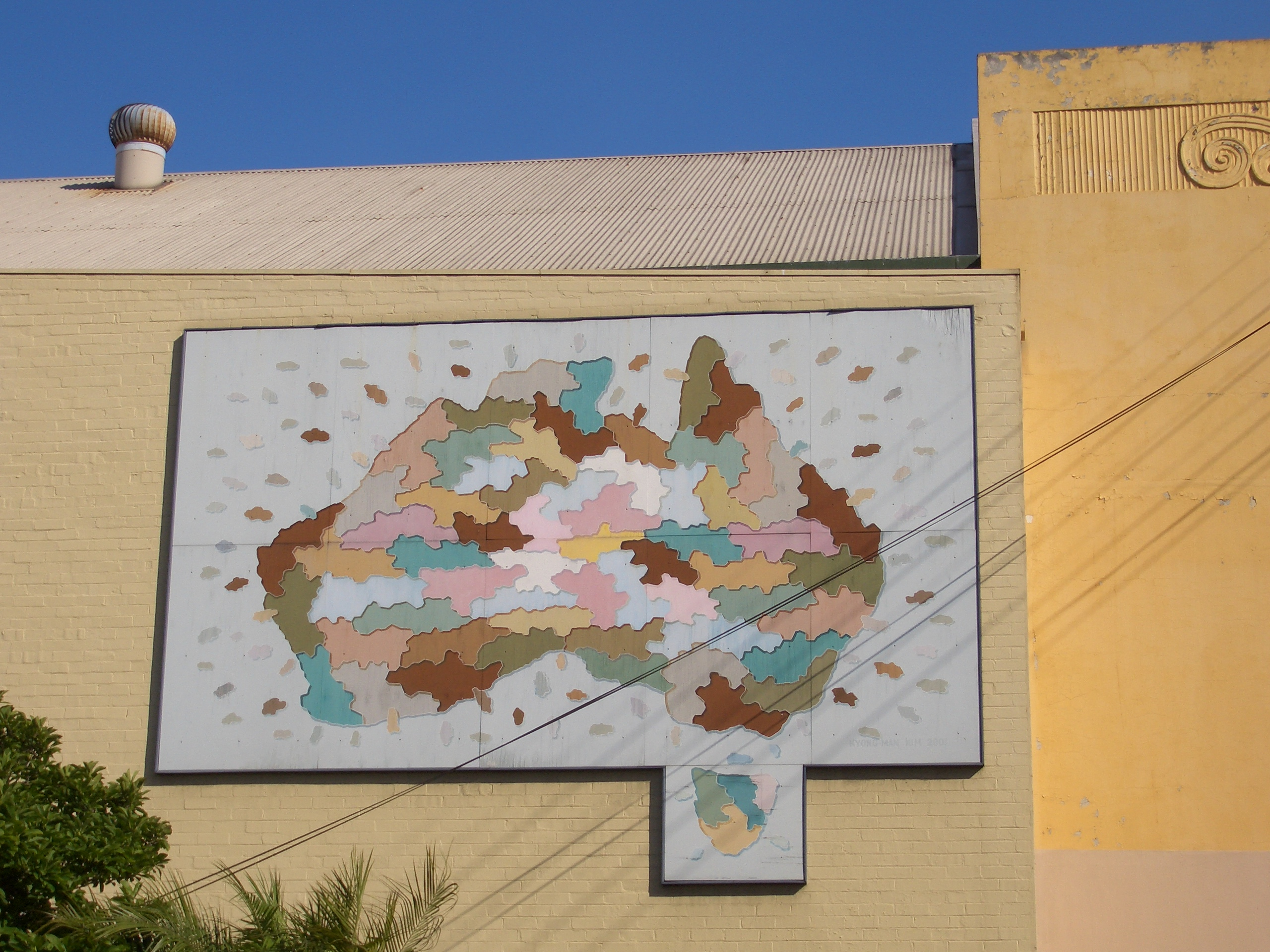
artwork near City of Canterbury Council Chambers

## 姊妹市
- ：首爾市恩平區（坎特伯雷市為澳大利亞韓裔人口最眾的地方政府區域）
- ：帕特雷

## 外部連結
- 坎特伯雷市政府官方網站
- 坎特伯雷市誌（页面存档备份，存于）
- 坎特伯雷市轄區地圖
- 坎特伯雷市節慶、藝術暨文化資訊
- 人文與趣聞統計資料（页面存档备份，存于）
- 2001年人口調查（页面存档备份，存于）

33°55′S 151°06′E / 33.917°S 151.100°E